# ロビー・テイキャック

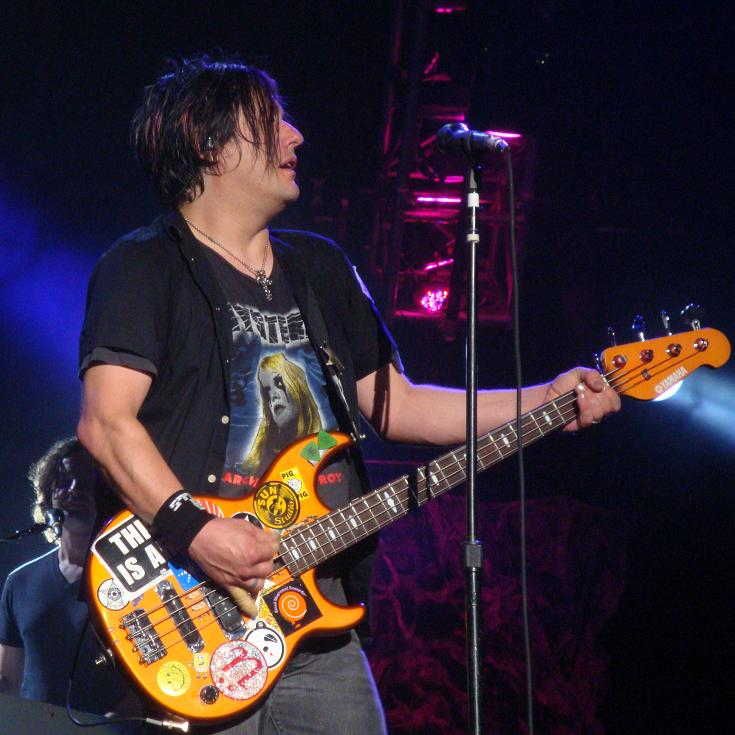
ロビー・テイキャック

ロビー・テイキャック（Robby Takac、1964年9月30日 - ）は、アメリカ合衆国のミュージシャン、ベーシスト、ソングライター。

## バイオグラフィ
ロックバンド、グー・グー・ドールズのボーカリスト、ベーシストを務める。
2歳の時に両親から与えられたウクレレが、彼の音楽人生の始まりだった。高校生の頃にはギターを始める。
従兄弟のバンドBeaumontsを通してジョン・レズニックと出会う。ジョンと意気投合し、ロビーはSEXMAGGOTSのリードボーカル、ベーシストとしてバンドを結成する。それがグー・グー・ドールズの前身バンドとなる。